# Coroniceras
Coroniceras es un género de ammonitidos fósiles de la familia Arietitidae, superfamilia Psiloceratoidea. Es de la edad o piso Sinemuriense inferior en el Jurásico Inferior. Es una subzona amonita de la zona Arnioceras semicostatum.
Coroniceras tiene una forma discoidal delgada con una sección circular en espiral, vientre arqueado, quilla alta única y pocas pero fuertes costillas. Coroniceras se incluye en la subfamilia Arietitinae.
Los fósiles de Coroniceras bucklandi se encuentran comúnmente en Lyme Regis, la costa de Dorset, Inglaterra, en las calizas más altas de Blue Lias.